# Graciela Ceballos
Graciela Ceballos Paccini (Barrancabermeja, Santander, Colombia; 6 de marzo de 1969-San Cristóbal, Estado Táchira, Venezuela; 13 de febrero de 2016), conocida artísticamente como Chela Ceballos, fue una cantante y acordeonista colombiana, fundadora y representante del grupo musical Las Musas del Vallenato.

## Biografía
Hija de Bertha Paccini y Ramiro Ceballos, nacida en Barrancabermeja, fue la mayor de cuatro hermanos. A los ocho años participó en un festival nacional instrumental, el cual ganó tocando el acordeón. A la edad de diez años se presentó en un festival nacional de la canción y ocupó el tercer lugar.
Falleció en la ciudad de San Cristóbal el 13 de febrero de 2016, luego de luchar contra un cáncer ocular diagnosticado hace varios años.

## Carrera profesional
Chela fue una de las fundadoras de la agrupación femenina de vallenato conocida como Las Musas del Vallenato —donde participó Patricia Teherán—, siendo la primera cantante y acordeonista de este grupo.
Fue la primera mujer acordeonista que se presentó a nivel profesional en el Festival Vallenato en Valledupar en 1992. En 1993 fue galardonada como la acordeonista femenina de ese año y siguió cosechando muchos éxitos a través de su carrera musical.
Compositora de varios éxitos de Las Musas, entre sus composiciones se encuentran: Cambia o me pierdes, Entre dos Amores, Que tiene ella que no tenga yo, Amante perfecta, Donde estarás sin mi, Dueña de tu amor, Que importa la edad. Me equivoque entre otros.

## Discografía
A lo largo de su carrera musical, Chela grabó nueve producciones discográficas con Las Musas del Vallenato.

### ConDanny Ceballosy Anita Puello
- Incomparables (2012)
- Corazón de piedra (2007)
- Tocando corazones (2000)
- Vuelve conmigo (1997)

### ConDanny Ceballos, Anita Puello y Mónica Restrepo
- Declaración de amor (1995)
- Encantadoras (1994)

### ConPatricia Teherány Anita Puello
- Explosivas y sexis (1993)
- Guerreras del amor (1992)
- Con alma de mujer[3] (1990)